# Sarnów (Byczyna)
Sarnów (deutsch Sarnau) ist ein Ort der Gmina Byczyna in der Woiwodschaft Opole in Polen.

## Geographie

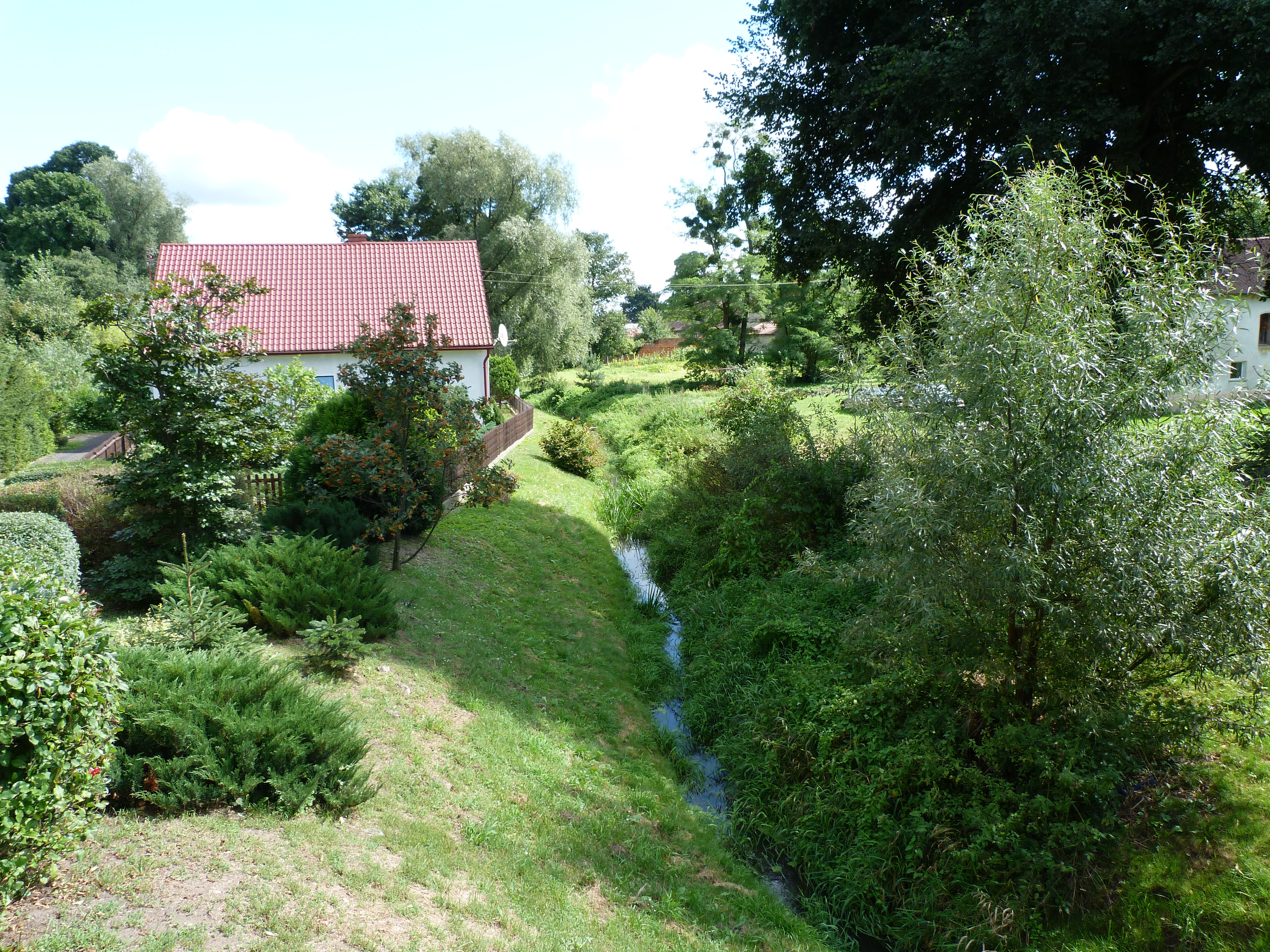
Proschlitzer Bach in Sarnów

### Geographische Lage
Sarnów liegt im nordwestlichen Teil Oberschlesiens im Kreuzburger Land. Das Dorf Sarnów liegt rund fünf Kilometer südlich vom Gemeindesitz Byczyna, rund 11 Kilometer nördlich der Kreisstadt Kluczbork und etwa 60 Kilometer nordöstlich der Woiwodschaftshauptstadt Oppeln.
Das Dorf liegt am Proschlitzer Bach (poln. Pratwa), einem linken Nebenzufluss der Prosna. Durch den Ort verläuft die Landesstraße Droga krajowa 11. Nordöstlich des Ortes liegt der Bahnhof Biskupice koło Kluczborka, ein Haltepunkt an der Bahnstrecke Kluczbork–Poznań.

### Nachbarorte
Nachbarorte von Sarnów sind im Norden Biskupice (Bischdorf), im Osten Chudoba (Eichborn), im Südosten Łowkowice, im Süden Krzywizna (Schönwald), im Südwesten Rożnów (Rosen) und im Nordwesten Kochłowice (Kochelsdorf).

## Geschichte

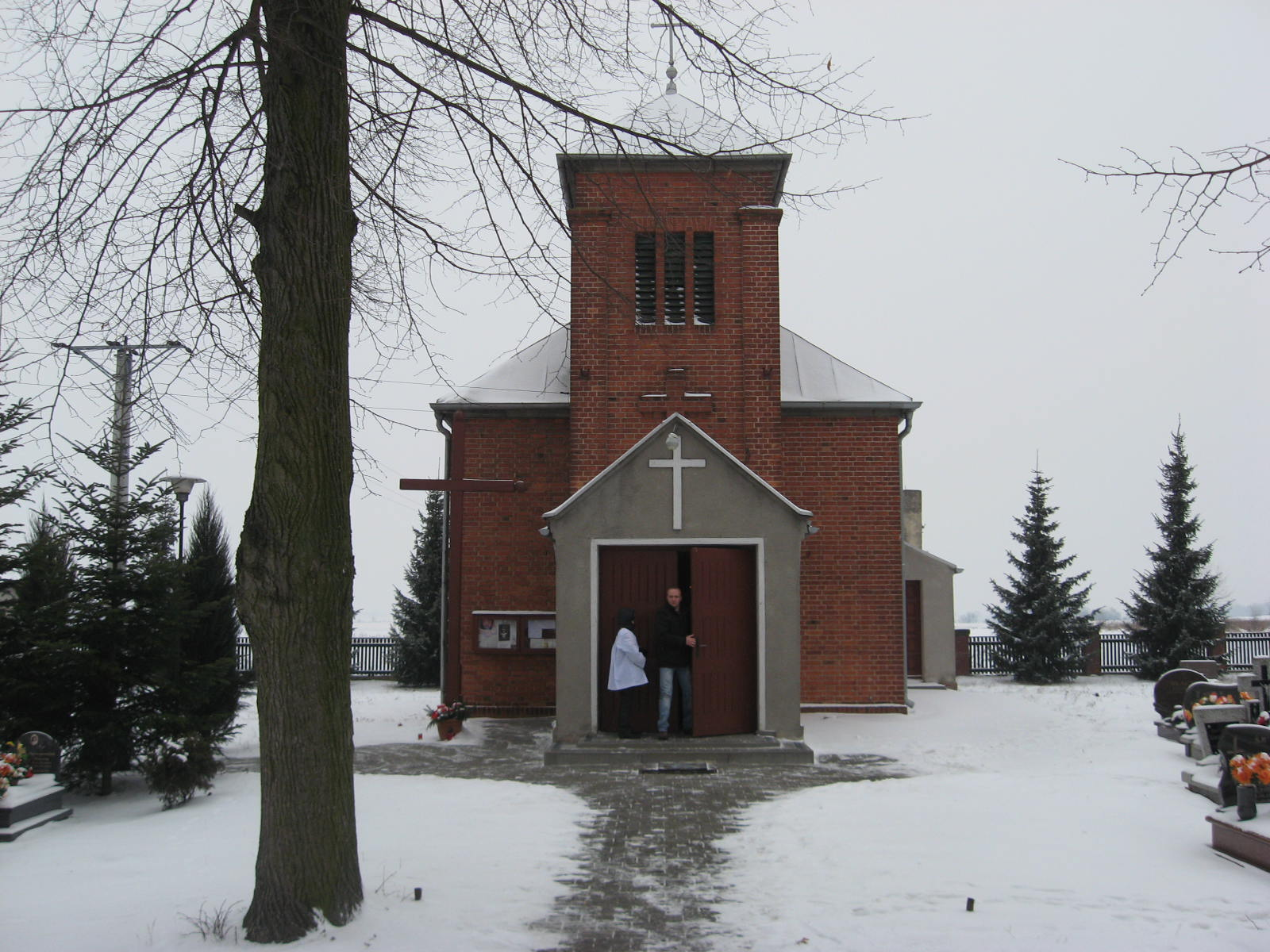
Friedhofskapelle St. Johannes der Täufer

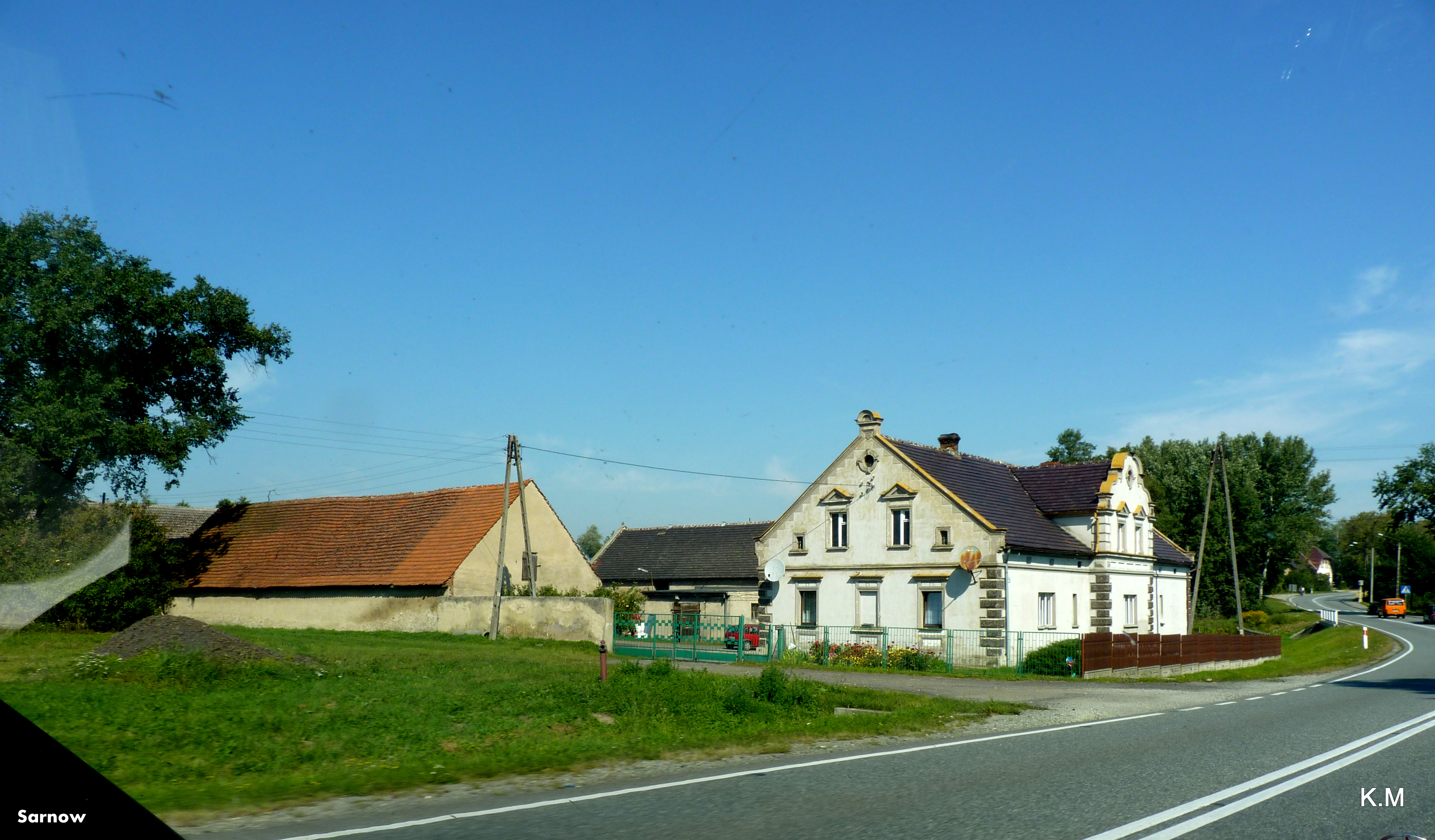
Dorfpartie an der DK 11

1506 wird das Dorf erstmals erwähnt. In einem Dokument wird Hanusz Ezammer als Besitzer des Dorfes Sarnau genannt.
Das Dorf Sarnau wurde als Kolonie gegründet. Der slawische Name Sarnów leitet sich vom polnischen Wort Sarna (dt. Reh) ab. Der Dorfname ist in etwa mit Rehdorf oder Rehfeld zu übersetzen.
1845 bestanden im Dorf ein Schloss, ein Vorwerk und weitere 24 Häuser. Im gleichen Jahr lebten in Sarnau 221 Menschen, davon 30 katholisch. 1861 lebten in Sarnau 264 Menschen. 1874 wurde der Amtsbezirk Bischdorf gegründet, zu dem Sarnau eingegliedert wurde.
1933 lebten in Sarnau 370, 1939 wiederum 339 Menschen. Bis 1945 gehörte das Dorf zum Landkreis Kreuzburg O.S.
Als Folge des Zweiten Weltkriegs fiel Sarnau 1945 wie der größte Teil Schlesiens unter polnische Verwaltung. Nachfolgend wurde der Ort in Sarnów umbenannt und der Woiwodschaft Schlesien angeschlossen. 1950 wurde es der Woiwodschaft Oppeln eingegliedert. 1999 kam der Ort zum neu gegründeten Powiat Kluczborski (Kreis Kreuzburg).

## Sehenswürdigkeiten
- Das Schloss Sarnau wurde in der Wende des 18. und 19. Jahrhunderts im klassizistischen Stil erbaut. 1913 wurde der Bau im Auftrag von Alfred Schmirgel umgebaut.[8][2]
- Der ehemalige Schlosspark ist noch teilweise erhalten.
- Friedhofskapelle St. Johannes der Täufer